# Хуарі Бумедьєн
Хуарі Бумедьєн (23 серпня 1932, Клаузель, Алжир, Франція — 27 грудня 1978, Москва, СРСР) — один з лідерів антиколоніальної боротьби алжирського народу.

## Життєпис
Народився 1932 року в родині учителя. Тоді в Алжирі не було ВНЗ для арабів, тому здобув освіту в єгипетському Каїрському університеті аль-Азхар. Потім він викладав арабську мову у марокканському місті Уджда, а коли почалась визвольна війна, створив там же партизанський загін. Завдяки знанням та організаторському таланту він швидко висунувся на перші позиції у керівництві Фронту національного визволення Алжиру й у 1960 році очолив штаб Армії національного визволення, що розміщувався у Тунісі.
Після здобуття Алжиром незалежності став міністром оборони й другою людиною в державі. Президент Ахмед Бен Белла, якого часто називають алжирським Хрущовим, скоро втратив популярність через непродумані економічні експерименти.
19 червня 1965 року очолив військовий переворот і став головою Революційної ради, а згодом і Ради міністрів.
Ахмеда Бен Беллу було ув'язнено, як і багатьох його однодумців. Бумедьєн заявив:

«Алжир хоче бути просто Алжиром. Він не потребує повчань, як йому будувати соціалізм чи нове суспільство».

Використовуючи французьку та радянську технічну допомогу, Бумедьєн провів у країні індустріалізацію, збудувавши 660 нових підприємств. Однак економіка, заснована на перевазі державного сектору, виявилась неефективною. Продукція промислових гігантів не мала збуту, тоді як продовольство доводилось ввозити з-за кордону. Бумедьєн створив низку нових державних інституцій, починаючи з місцевих зборів (1967) й закінчуючи Національними народними зборами (1977). Він завершив почату Бен Беллою націоналізацію (перед усім нафтової галузі) й узявся до здійснення аграрної реформи, відповідно до якої було перерозподілено землю та уведено нові методи землеробства.
За Бумедьєна Алжир претендував на роль лідера не лише в арабському світі, але й у всій Африці. На території країни влаштувались палестинські терористи й партизани з Західної Сахари, що воювали проти марокканських окупантів. У 1976 році за новою конституцією Алжир було проголошено соціалістичною державою, а Бумедьєн отримав пост президента. За хитрість, скритність та нехарактерні для араба світлі коси в народі його прозвали Жовтим Скорпіоном.
Бумедьєн не був палким оратором, як його попередник Бен Белла, проте відзначався енергією та цілеспрямованістю, що дозволяло йому утримувати владу у своїх руках.
Він помер 27 грудня 1978 року у Москві після невдалої операції з видалення пухлини мозку.